# Luren

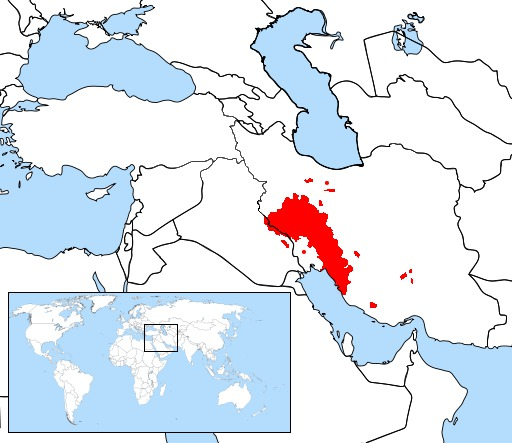
Siedlungsgebiet der Luri

Die Luren oder Loren (auch Luri, in lurischer Sprache لۊر Lur) sind eine zu den iranischen Völkern gehörende Ethnie, die bis in das 20. Jahrhundert hinein überwiegend nomadisch lebte. Ihr Hauptsiedlungsgebiet erstreckt sich von einem Zentrum um das Zāgros-Gebirge im westlichen Iran bis zu den Faili-Luren im Südosten des Irak. Insgesamt leben in den Hauptsiedlungsgebieten sowie in den iranischen Großstädten geschätzt knapp fünf Millionen Luren.

## Kultur

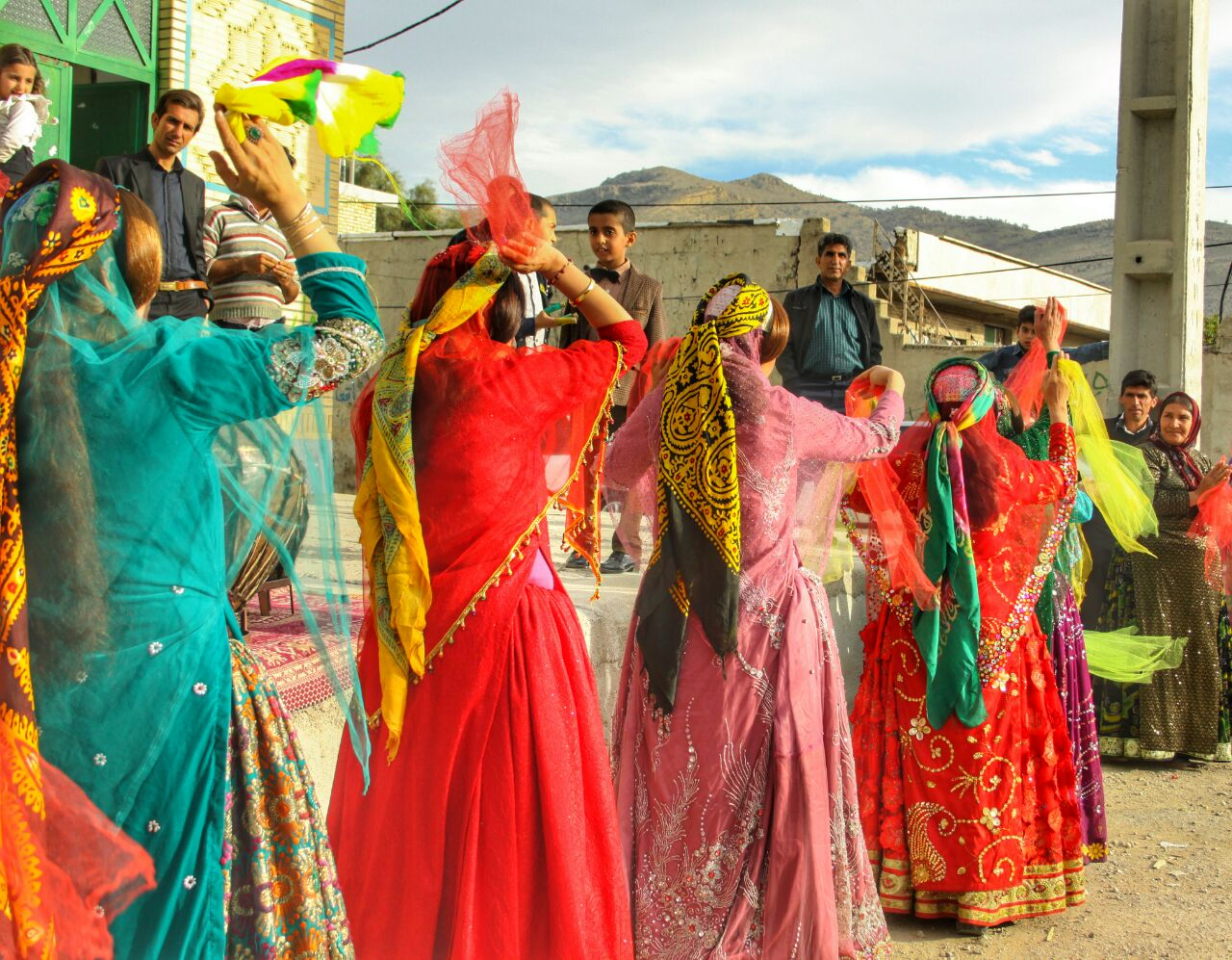
Taschentuchtanz (dastmal bazi) während einer Hochzeitszeremonie, Mamasani, Iran.

Sowohl die Luren im Norden als auch die in Luristan lebenden Kurden teilen sich bezüglich der Bergkette Kabir Kuh in die Gruppen Poscht-e Kuh („jenseits der Berge“) und Pisch-e Kuh („diesseits der Berge“). Unterhalb dieser Unterscheidung setzt sich das lurische Volk aus sechzig Stämmen zusammen, von denen die Boir Ahmadi, die Kuhgiluye und die Mamasani die bekanntesten sind. Die lurischen Stämme standen im Ruf, besonders furchtlose und harte nomadische Kämpfer von robuster Natur zu sein.
Bis zur Herrschaft der Pahlavi-Dynastie lebte die Mehrheit der Luren als nomadische Hirten, mit einer kleinen städtischen Minderheit in der Provinzhauptstadt Chorramabad. Die Gesellschafts- und Herrschaftstraditionen der Luren ähnelten jenen der benachbarten Kurden. Îsmet Şerîf Wanlî rechnet die Luren deshalb den Kurden zu, der Orientalist Kamal Fuad hält diese Zuordnung hingegen für historisch und politisch, nicht aber ethnographisch und sprachwissenschaftlich begründet. Weibliche Luren genossen, ebenso wie kurdische Frauen, seit jeher größere Freiheiten als dies bei benachbarten iranischen und arabischen Völkern der Fall war. Die Selbstbestimmung der Luri-Stämme stand frühzeitig unter dem Druck zentralstaatlicher Interessen, jedoch behielten viele der Luri-Stämme bis zum Beginn des 20. Jahrhunderts eine weitgehende Eigenständigkeit in inneren Belangen. Unter der Herrschaft des Nadir Schah im 18. Jahrhundert wurden lurische Stämme aus dem Zāgros-Gebirge nach Chorasan umgesiedelt, vor allem der Luri-Stamm der Zand zog jedoch nach dem Tode Nadir Schahs wieder zurück in sein traditionelles Stammesgebiet im Bereich Malayir.
Während der Herrschaft des Reza Schah Pahlavis wurde das vormals nomadisch lebende Volk schließlich zur Sesshaftigkeit gezwungen und viele seiner Führer waren der Verfolgung ausgesetzt. Um 1986 waren die Luren fast vollständig sesshaft geworden. 60 % der Luren leben heute in Großstädten in und außerhalb des traditionellen Siedlungsgebietes. Zum Ackerbau wechselten die Luren vergleichsweise spät im Zuge ihrer Sesshaftwerdung.
Die traditionellen Behausungen der Nomaden waren schwarze Zelte (siah tschador), offene Unterstände mit Blätterdach (kula) im Sommer und Steinhäuser (zemga) mit aus Lesesteinen geschichteten Wänden im Winter. Wie auch das benachbarte Volk der Kaschgai, sind auch die Luren bekannt für ihre traditionelle Teppichknüpfkunst.

## Sprache

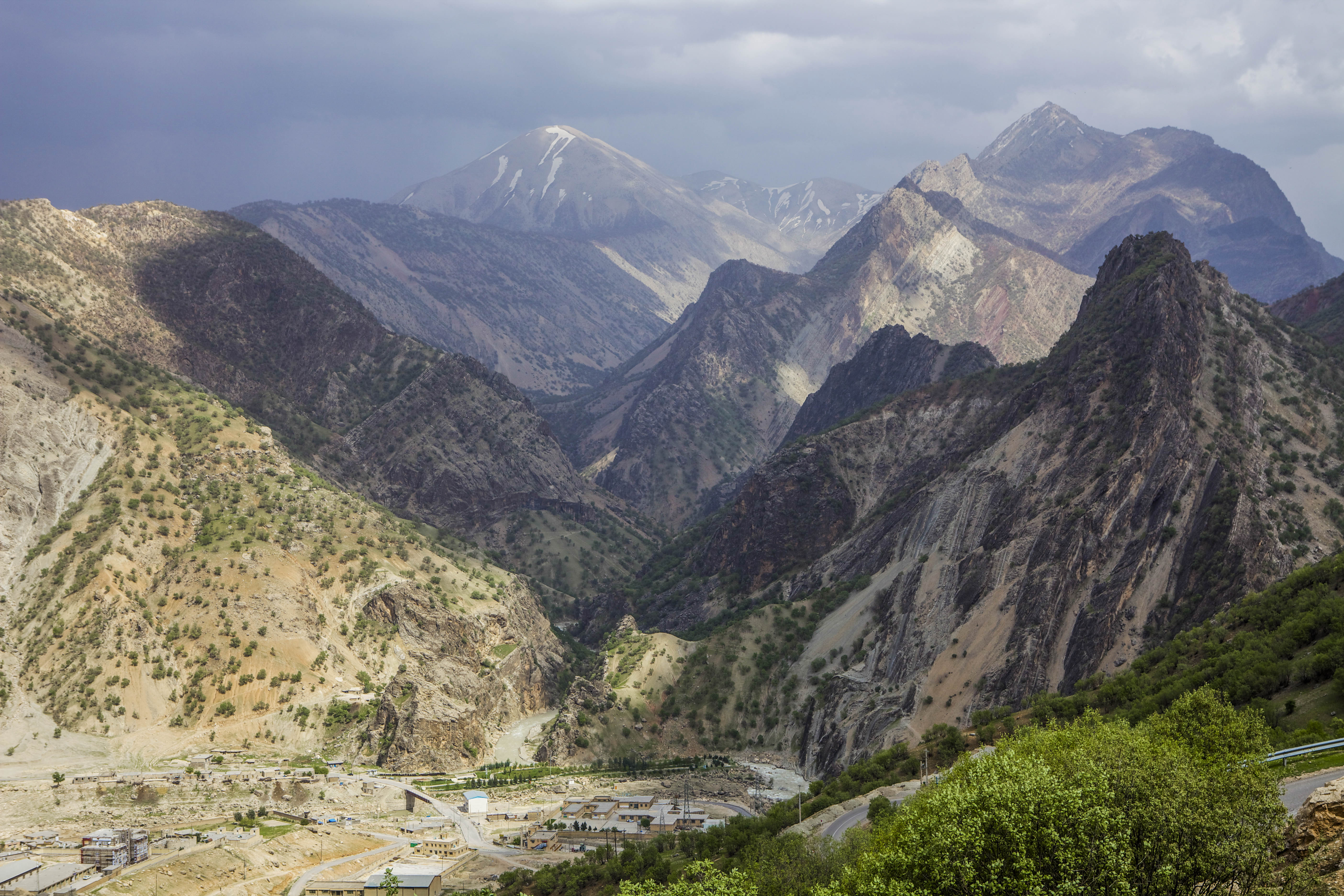
Lorestan, Berg Oshtoran

Die lurische Sprache (Lorī) ist eine iranische Sprache, sie erinnert an eine archaische Form des Persischen. Lori wird in zwei Hauptdialekte geteilt. Lor-e bozorg („größeres Lur“) wird im Süden von den Bachtiaren gesprochen. Lor-e kuček („kleineres Lur“) ist im Norden im Siedlungsgebiet der Luren verbreitet. Sprecher des Nord- und Südlurischen können sich untereinander nicht verständigen, es gibt aber fließende Übergänge zwischen Sprechern kurdischer, lurischer und persischer Dialekte.
Luren sprechen mehrere Hauptdialekte:
- Feyli[18][19][20][21]
- Nordlurisch:  Giōni, Ḵorramābādi, Čagani und Bālā Gerivāʾi[17]
- Bachtiari[22][23]
- Leki[24][25][26] Das Bachtiari nimmt eine Zwischenstellung zwischen Nord- und Südlurisch ein.[17]
- Südlurisch: Mamasani, BoyerAhmadi, Dezfuli und Šuštari[17]

## Genetische Besonderheiten
Durch ihre Jahrtausende währende abgeschottete Lebensweise in schwer zugänglichem Gebirge weisen Luri und ihre Nachfahren auch heute noch bestimmte, besondere genetische Merkmale auf, unter anderem ein vermehrtes Vorkommen der Y-DNA Haplogruppe R1b, insbesondere in Form der Untergruppe R1b1a2a-L23.